# Chaetocladium
Chaetocladium — рід грибів родини Chaetocladiaceae. Назва вперше опублікована 1863 року.

## Види
База даних Species Fungorum станом на 18.10.2019 налічує 2 види роду Chaetocladium:
- Chaetocladium brefeldii Tiegh. & G.Le Monn., 1873
- Chaetocladium jonesiae (Berk. & Broome) Fresen., 1863